# Klobusiczky család
A klobusiczi és zethényi nemes, báró és gróf Klobusiczky család. Régi nemesi család a történelmi Magyarországon.

## Története
E család ősi fészke a Trencsén vármegye területén található Klobusic helység. E falu nevét először 1421-ben viselte Nagy Tamás, aki királyi megbízottként működött vármegyéjében. A család egy másik tagja, András, a Zemplén vármegye-i Zétényben telepedett le, így az ő leszármazottai a zétényi előnevet használták a klobusiczi előnevűektől megkülönböztetésül. A családnak később több ága is keletkezett az előző kettőn kívül: a marosbogáti, a Bereg vármegye-i, az Ung vármegye-i, a Borsod vármegye-i és a Szatmár vármegye-i ág. Még nem bizonyított, de élt/él egy Klobusiczky család Pozsony vármegyében is, akiknek nagy birtokuk volt Zsitvaújfalun.
A család előbb a katolikus hitre visszatért Ferenc személyében 1692. április 29-én bárói címet kapott I. Lipóttól, majd 1753. október 12-én három unokáját, Ferencet, Antalt és Istvánt grófi rangra emelte Mária Terézia.

## Jelentősebb tagjai
- Klobusiczky Antal (1739-1826)
- Klobusiczky I. Ferenc (politikus) (?-1717)
- Klobusiczky Ferenc (kalocsai érsek) (1707-1760)
- Klobusiczky János (1613-1693)
- Klobusiczky József (1756-1826)
- Klobusiczky Péter (1752-1843),
- Klobusiczky Krisztina (1712-1738), Grassalkovich Antal felesége
- Klobusiczky Ágoston (1812-1871), a margitai kerület országgyűlési képviselője
- Klobusiczky Ferenc (kb. 1650-1714), Arad vármegye főispánja

## Híresebb birtokaik, kastélyaik
- Eperjes, kastélyuk is megmaradt
- Nézsa